# Gubernatorzy Bahamów

## Gubernatorzy kolonii prywatnej Bahamów
- 1671 - 1671 : Hugh Wentworth
- 1671 - 1676 : John Wentworth
- 1676 - 1677 : Charles Chillingworth
- 1677 - 1682 : Robert Clarke
- 1682 - 1684 : ???
- 1684 - 1684 : Richard Lilburne
- 1684 - 1686 : okupacja hiszpańska
- 1687 - 1690 : Thomas Bridges
- 1690 - 1693 : Cadwallader Jones
- 1693 - 1694 : ???
- 1694 - 1696 : Nicholas Trott
- 1696 - 1697 : ???
- 1697 - 1699 : Nicholas Webb
- 1699 - 1700 : Read Elding
- 1700 - 1701 : Elias Haskett
- 1701 - 1705 : Elis Lightfood
- 1705 - 1706 : ???
- 1706 - 1706 : Edward Birch
- 1706 - 1706 : Thomas Walker
- 1706 - 1718 : rządy piratów

## Gubernatorzy kolonii koronnej Wysp Bahama
- 1718 - 1721 : Woodes Rogers
- 1721 - 1728 : George Phenney
- 1728 - 1729 : ???
- 1729 - 1732 : Woodes Rogers
- 1732 - 1733 : Richard Thompson
- 1733 - 1740 : Richard Fitzwilliams
- 1740 - 1758 : John Tinker
- 1758 - 1760 : John Gambier
- 1760 - 1768 : William Shirley
- 1768 - 1774 : Thomas Shirley
- 1774 - 1776 : Montfort Browne
- 1776 - 1776 : Samuel Nicholas (okupacja amerykańska)
- 1776 - 1778 : John Gambier
- 1778 - 1779 : Montfort Browne
- 1779 - 1780 : ???
- 1780 - 1782 : John Robert Maxwell
- 1782 - 1783 : Bernardo de Gálvez y Madrid (okupacja hiszpańska)
- 1783 - 1783 : Andrew De Vau
- 1783 - 1784 : John Robert Maxwell
- 1784 - 1786 : James Edward Powell
- 1786 - 1787 : John Brown
- 1787 - 1796 : John Murray, 4. hrabia Dumore
- 1796 - 1797 : Robert Hunt
- 1797 - 1797 : John Forbes
- 1797 - 1801 : William Dowdeswell
- 1801 - 1804 : John Halkett
- 1804 - 1820 : Charles Cameron
- 1821 - 1829 : Lewis Grant
- 1829 - 1833 : James Carmichael Smyth
- 1833 - 1835 : Blayney Townley Balfour
- 1835 - 1837 : William Colebrooke
- 1837 - 1844 : Francis Cockburne
- 1844 - 1849 : George Matthew
- 1849 - 1854 : John Gregory
- 1854 - 1857 : Alexander Bannerman
- 1857 - 1864 : Charles Bayley
- 1864 - 1869 : Rawson William Rawson
- 1869 - 1871 : James Walker
- 1871 - 1873 : George Strahan
- 1873 - 1874 : John Pope Hennessy
- 1874 - 1880 : William Robinson
- 1880 - 1881 : Jeremiah Callaghan
- 1881 - 1884 : Charles Cameron Lees
- 1884 - 1887 : Henry Arthur Blake
- 1887 - 1895 : Ambrose Shea
- 1895 - 1898 : William Frederick Smith
- 1898 - 1904 : Gilbert Thomas Carter
- 1904 - 1912 : William Grey-Wilson
- 1912 - 1914 : George Haddon-Smith
- 1914 - 1920 : William Lamond Allardyce
- 1920 - 1926 : Harry Cordeaux
- 1927 - 1932 : Charles Orr
- 1932 - 1934 : Bede Clifford
- 1934 - 1940 : Charles Cecil Dundas
- 1940 - 1945 : Edward Windsor, książę Windsoru
- 1945 - 1950 : William Lindsay Murphy
- 1950 - 1950 : George Sandford
- 1950 - 1953 : Robert Arthur Neville
- 1953 - 1956 : Daniel Knox, 6. hrabia Ranfurly
- 1957 - 1960 : Oswald Raynor Arthur
- 1960 - 1964 : Robert de Stapeldon
- 1964 - 1968 : Ralph Grey, baron Grey of Naunton
- 1968 - 1969 : Francis Hovell-Thurlow-Cumming-Bruce, 8. baron Thurlow

## Gubernatorzy Wspólnoty Wysp Bahama
- 1969 - 1972 : Francis Hovell-Thurlow-Cumming-Bruce, 8. baron Thurlow
- 1972 - 1973 : John Warburton Paul